# Хазельбах (община Першлинг)
Хазельбах (нем. Haselbach) — посёлок в общине Першлинг Австрии, в федеральной земле Нижняя Австрия.
Население 66 чел.